# Twin Gate
Twin Gate é o primeiro álbum de estúdio da banda japonesa Exist Trace, lançado em 12 de março de 2010 no Japão com dez faixas. Foi lançado nos Estados Unidos em 15 de dezembro do mesmo ano.

## Faixas
| N.º | Título                                  | Duração |  |
| 1.  | "Decide"                                |         |  |
| 2.  | "Orleans no Shoujo" (オルレアンの少女)  |         |  |
| 3.  | "Knife"                                 |         |  |
| 4.  | "Neverland"                             |         |  |
| 5.  | "Resonance"                             |         |  |
| 6.  | "Vanguard"                              |         |  |
| 7.  | "Blaze"                                 |         |  |
| 8.  | "Unforgive you"                         |         |  |
| 9.  | "Owari no nai Sekai" (終わりのない世界) |         |  |
| 10. | "Cradle"                                |         |  |